# Baugi

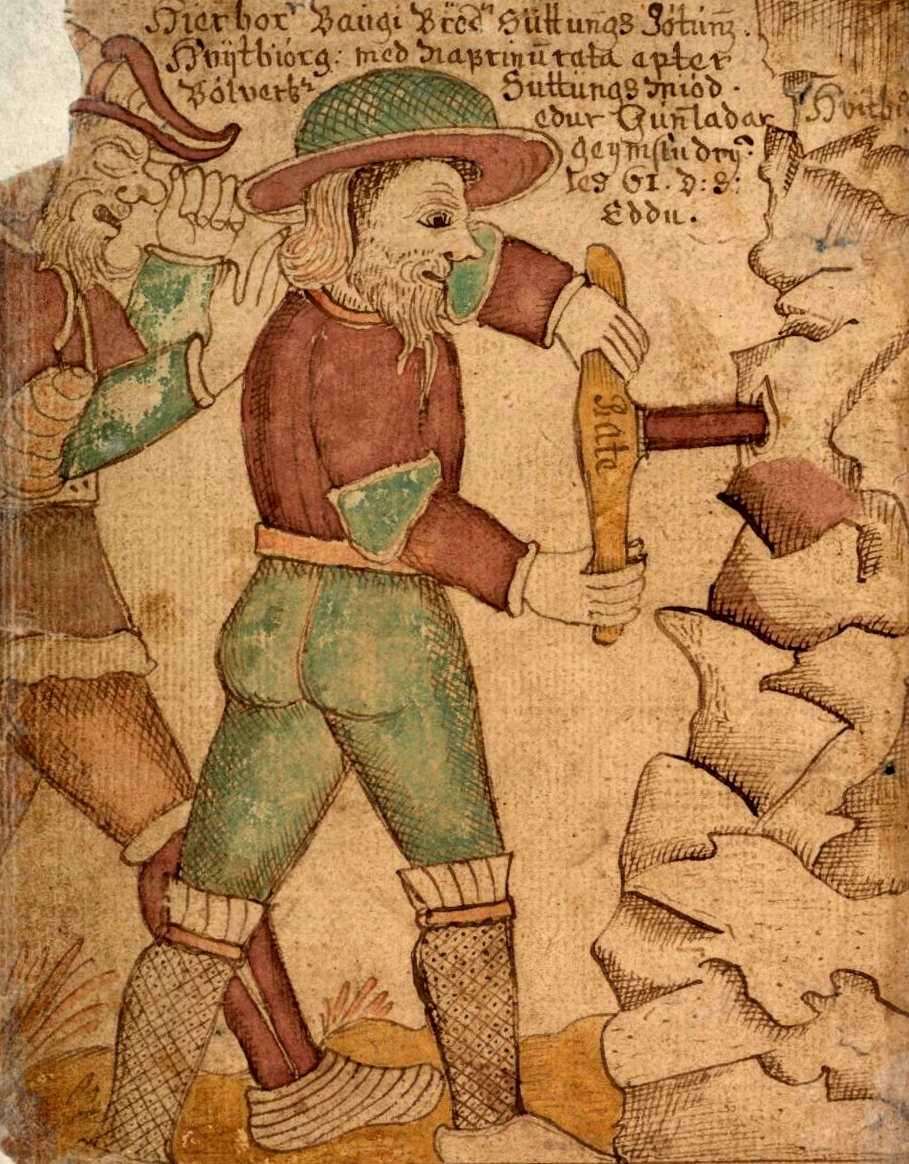
Baugi (rechts) bohrt in den Berg Hnitbjörg, damit Odin (links hinter ihm) hineinschlüpfen kann. Illustration aus einer isländischen Handschrift des 18. Jahrhunderts.

Baugi ist in der Altnordischen Mythologie in der Skáldskaparmál der Snorra-Edda überliefert.
Baugi war ein Jötunn, ein Riese und Bruder des Suttung, der den Skaldenmet, den Met der Dichtkunst, im Berg Hnitbjörg versteckt hatte. Den
Met hatte Suttung den Schwarzalben Fjalar und Galar abgenommen. Diese hatten vorher Suttungs Vater Gilling, Baugis Onkel, ertränkt.
Odin wollte in den Besitz des Mets der Dichtkunst kommen und beschloss, ihn sich durch eine List zu beschaffen, da er selbst nicht an den Met herankam. Er verdingte sich einen ganzen Sommer lang bei Baugi, der Bauer war, und verlangte als Lohn lediglich einen Schluck des Getränks. Daraufhin bohrte Baugi ein Loch in den Berg Hnitbjörg. Odin verwandelte sich daraufhin in eine Schlange und schlüpfte durch das Bohrloch. Im Berg bewachte Suttungs Tochter Gunnlöð den Skaldenmet, Odin überredete sie jedoch in der Gestalt eines wohlgebauten Riesen, ihn drei Züge nehmen zu lassen, um ihre angebliche Schönheit poetisch der Welt darlegen zu können. Odin trank entgegen der Vereinbarung den gesamten Met, verwandelte sich in einen Adler und entkam.